# Oytier-Saint-Oblas
Oytier-Saint-Oblas è un comune francese di 1 580 abitanti situato nel dipartimento dell'Isère della regione dell'Alvernia-Rodano-Alpi.

## Società

### Evoluzione demografica
Abitanti censiti